# 나카니시 레이
나카니시 레이(일본어: なかにし礼, 1938년 9월 2일 ~ 2020년 12월 23일)는 일본의 작가, 작사가이다. 본명은 나카니시 레이조(일본어: 中西禮三)이다.
릿쿄 대학 문학부 불문과를 졸업하였으며, 샹송을 일본어로 번역하는 일을 주로 하다가 작사가로 전향하였다. 작사한 곡 중 3곡이 일본 레코드 대상 대상을, 2곡이 작사상을 수상하였다. 그 외 오페라 및 소설도 다수 집필하였다. 2000년 나오키 상을 수상하였다.

## 생애
1938년 9월 2일 만주국 무단장성 무단장시에서 나카니시 세이타로(中西政太郎)와 요키(よき)의 아들로 태어났다. 1945년 4월 무단장 시내의 초등학교에 입학했으나 8월 종전 4일 전에 하얼빈 시로 이동하였고, 이 해 12월 아버지 세이타로가 사망했다. 이듬해 10월 나가사키현 사세보시를 통해 일본으로 귀국했으며, 홋카이도에 있는 초등학교에 입학했다. 이후 도쿄, 아오모리 등을 전전했고, 도쿄도립 쿠단 고등학교를 거쳐 1958년 릿쿄 대학 문학부 영문과에 입학했다. 이후 자퇴와 재입학을 거친 후, 최종적으로 불문과로 전과하여 졸업했다.
대학을 잠시 자퇴했던 시기에 샹송을 일본어로 번역하기 시작했으며, 1962년 10월 자신이 번역한 《안녕, 연인이여》(チャオ・ペラ)가 정식으로 레코드로 발매되었다. 이후 약 4,000곡의 노래를 작사했으며, 그 중 3곡이 일본 레코드 대상 대상을, 2곡이 작사상을 수상했다. 1998년부터 본격적으로 작가 활동을 개시하면서 소설 《형제》(兄弟)를 발표했고, 2000년 발표한 2번째 작품 《나가사키 어슬렁어슬렁 타령》(長崎ぶらぶら節)으로 제122회 나오키 상을 수상했다. 그 외에 수필집 및 번역 시집, 오페라 작품도 썼으며, 콘서트 구성 및 연출을 맡기도 했다.
나카니시는 1963년 가을에 결혼했으나 1968년에 이혼했고, 1971년 10월 이시다 유리(石田ゆり)와 재혼했다. 2020년 12월 23일 심근경색으로 인해 향년 82세를 일기로 사망했다.

## 주요 작품

### 작사
나카니시 레이가 작사한 작품은 약 4,000곡에 이르며, 아래 목록은 나카니시 레이의 홈페이지 연보에 언급된 작품을 중심으로 나열한 것이다.
| 일본어 제목        | 한국어 번역         | 발매년 | 작곡자            | 가수                                       | 비고                                                           |
| ------------------ | ------------------- | ------ | ----------------- | ------------------------------------------ | -------------------------------------------------------------- |
| 知りたくないの     | 알고 싶지 않아요    | 1964년 | 돈 로버트슨       | 스가와라 요이치                            |                                                                |
| 涙と雨にぬれて     | 눈물과 비에 젖어서  | 1966년 | 나카니시 레이     | 와다 히로시와 마히나스타즈 & 타지로 미요코 |                                                                |
| 帰らざる海辺       | 돌아갈 수 없는 해변 | 1967년 | 가와무라 토시오   | 이시하라 유지로                            |                                                                |
| 恋のフーガ         | 사랑의 후가         | 1967년 | 스기야마 코이치   | 더 피넛츠                                  |                                                                |
| 霧のかなたに       | 안개의 저편으로     | 1967년 | 나카지마 야스토시 | 마유즈미 준                                |                                                                |
| 天使の誘惑         | 천사의 유혹         | 1968년 | 스즈키 쿠니히코   | 마유즈미 준                                | 1968년 일본레코드대상 대상                                     |
| 今日でお別れ       | 오늘로써 이별       | 1970년 | 우이 아키라       | 스가와라 요이치                            | 1970년 일본레코드대상 대상                                     |
| 昭和おんなブルース | 쇼와 여자의 블루스  | 1970년 | 하나 레이지       | 아오에 미나                                | 1970년 일본레코드대상 작사상                                   |
| 石狩挽歌           | 이시카리 만가       | 1975년 | 하마 케이스케     | 기타하라 미레이                            | 1975년 일본작사대상 작사상 1975년 도쿄음악대상 작사상          |
| 愛してごめんなさい | 사랑해서 미안해요   | 1981년 | 스즈키 키사부로   | 키노미 나나                                | 1981년 일본작사대상 우수상                                     |
| 北酒場             | 북쪽의 술집         | 1982년 | 나카무라 타이지   | 호소카와 다카시                            | 1982년 일본레코드대상 대상 1982년 JASRAC 대상                  |
| あさくさ物語       | 아사쿠사 이야기     | 1983년 | 모리타 코이치     | 스이젠지 키요코                            | 1983년 고가마사오 기념 음악대상 우수상                         |
| 東京めぐり愛       | 도쿄 돌아오는 사랑  | 1984년 | 이치카와 쇼스케   | 고토카제 고키 & 이시카와 사유리            | 1984년 일본레코드대상 기획상                                   |
| 東京たずね人       | 도쿄의 심인         | 1984년 | 이노마타 코쇼     | 고토카제 고키                              | 1984년 일본레코드대상 기획상                                   |
| 東京かくれんぼ     | 도쿄 숨바꼭질       | 1984년 | 이노마타 코쇼     | 이시카와 사유리                            | 1984년 일본레코드대상 기획상                                   |
| 風の盆恋歌         | 카제노본 연가       | 1989년 | 미키 타카시       | 이시카와 사유리                            | 1989년 고가 마사오 기념 음악대상 대상 1989년 일본작사대상 대상 |
| 櫻                 | 벚꽃                | 2012년 | 히라오 마사아키   | 히카와 키요시                              | 2012년 일본작사대상 대상                                       |

### 출판물
아래 목록은 나카니시 레이의 홈페이지 연보에 언급된 작품을 중심으로 나열한 것이다.
| 일본어 제목                               | 한국어 번역                                   | 발매년 | 출판사             | 비고                                       |
| ----------------------------------------- | --------------------------------------------- | ------ | ------------------ | ------------------------------------------ |
| エメラルドの伝説                          | 에머랄드의 전설                               | 1969년 | 신쇼칸             | 작품집                                     |
| ズッコケ勝負―終わりなき愛の遍歴           | 단단히 승부 - 끝없는 사랑의 편력              | 1969년 | 후타바샤           | 수필집                                     |
| 花物語                                    | 꽃 이야기                                     | 1970년 | 신쇼칸             | 소설                                       |
| 昭和左膳只今参上                          | 쇼와 사젠 지금 찾아뵙니다                     | 1970년 | 도쿄 스포츠 신문사 | 소설                                       |
| 哀愁のパリ・サッフォー                    | 애수의 파리 사포                              | 1970년 | 카도카와 쇼텐      | 알퐁스 도데의 작품 번역                    |
| 青春の愛について                          | 청춘의 사랑에 대하여                          | 1972년 | 신쇼칸             | 수필집                                     |
| ラディケ詩集                              | 라디케 시집                                   | 1973년 | 야요이 쇼보        |                                            |
| 歓喜の歌・日本語版                        | 환희의 노래 (일본어판)                        | 1987년 | 도쿄 음악사        | 악보                                       |
| 翔べ！わが想いよ                          | 비상하라! 내 생각이여                         | 1989년 | 도쿄 신문 출판국   | 자서전 《이 길》(この道) 개제              |
| シャンソン詩集141・さらば銀巴里           | 샹송시집 141 - 안녕, 긴파리                   | 1991년 | 사가미야 쇼텐      |                                            |
| なかにし礼訳詩によるモーツァルト歌曲集    | 나카니시 레이 번역에 의한 모차르트 가곡집     | 1991년 | 온가쿠노토모샤     |                                            |
| 兄弟                                      | 형제                                          | 1998년 | 분게이슌주         | 소설가 데뷔작 제119회 나오키상 후보        |
| 長崎ぶらぶら節                            | 나카사키 어슬렁어슬렁 타령                    | 1999년 | 분게이슌주         | 제122회 나오키상 2000년 영화화             |
| 赤い月                                    | 붉은 달                                       | 2001년 | 신초샤             |                                            |
| てるてる坊主の照子さん                    | 테루테루보즈의 테루코씨                       | 2002년 | 신초샤             | 2003년 NHK 드라마 《테루테루 가족》의 원작 |
| 夜盗                                      | 밤도둑                                        | 2003년 | 신초샤             |                                            |
| さくら伝説                                | 벚꽃 전설                                     | 2004년 | 신초샤             |                                            |
| 黄昏に歌え                                | 황혼에 노래하라                               | 2005년 | 아사히 신문사      |                                            |
| 戦場のニーナ                              | 전장의 니나                                   | 2007년 | 고단샤             |                                            |
| 三拍子の魔力                              | 삼박자의 마력                                 | 2008년 | 마이니치 신문사    |                                            |
| 世界は俺が回してる                        | 세계는 내가 움직인다                          | 2009년 | 카도카와 쇼텐      |                                            |
| 人生の教科書                              | 인생의 교과서                                 | 2012년 | 와니북스           |                                            |
| 生きる力 -心でがんに克つ-                 | 사는 힘 -마음으로 암을 이긴다-                | 2012년 | 고단샤             |                                            |
| 天皇と日本国憲法 反戦と抵抗のための文化論 | 천황과 일본국헌법 - 반전과 저항을 위한 문화론 | 2014년 | 마이니치 신문사    |                                            |
| 金色の翼                                  | 금색 날개                                     | 2014년 | 쿄분샤             | 시집                                       |
| 生きるということ                          | 산다는 것                                     | 2015년 | 마이니치 신문사    |                                            |
| 夜の歌                                    | 밤의 노래                                     | 2016년 | 마이니치 신문사    |                                            |